# The Daring Young Man
The Daring Young Man é um filme norte-americano de comédia de 1935 dirigido por William A. Seiter e escrito por Sam Hellman, William Hurlbut e Glenn Tryon. O filme é estrelado por James Dunn, Mae Clarke, Neil Hamilton, Sidney Toler, Warren Hymer e Stanley Fields. Foi lançado em 24 de maio de 1935 pela Fox Film Corporation.

## Elenco
- James Dunn como Don McLane
- Mae Clarke como Martha Allen
- Neil Hamilton como Gerald Raeburn
- Sidney Toler como Warden Palmer
- Warren Hymer como Pete Hogan
- Stanley Fields como Rafferty
- Madge Bellamy como Sally
- Frank Melton como Cub Reporter
- Raymond Hatton como Flaherty
- Jack La Rue como Cubby
- Arthur Treacher como Col. Baggott
- Dorothy Christy como Helen Kay
- Robert Gleckler como Editor Hooley
- William Pawley como Muggs
- Phil Tead como Cripps